# Ithycythara psila
Ithycythara psila is een slakkensoort uit de familie van de Mangeliidae. De wetenschappelijke naam van de soort is voor het eerst geldig gepubliceerd in 1885 door Bush.